# Осойник (Семич)
Осойник (словен. Osojnik) — поселення в общині Семич, регіон Південно-Східна Словенія, Словенія.